# كاتدرائية برستل
كاتدرائية برستل  وتعرف رسميًا باسم كاتدرائية الثالوث المقدس وغير مقسم الجوهر تقع في إنجلترا وتحديدًا في مدينة برستل، تأسست في عام 1140، وتقدست في عام 1148، كانت في الأصل تعرف بدير القديس أوغستين، ولكن بعد قرار حل الأديرة أصبحت في عام 1542م مقرًا لأسقفية برستل، وتصنف من أبنية الصف الأول.